# بنيارول
نادي بِنيارول الرياضي أو بنيارول (بالإسبانية: Club Atlético Peñarol)‏  وهو نادٍ رياضي أورغوياني مقره مونتيفيديو. ويُعرف أيضًا باسم كاربونيروس، آورينِغرو و(بشكل مألوف) مانياس. يعد بينارول ثالث أعلى فائز بكأس ليبرتادوريس بخمسة انتصارات ويشارك في الرقم القياسي لانتصارات كأس الإنتركونتيننتال بثلاثة انتصارات. في سبتمبر 2009، تم اختيار النادي كأفضل نادي في أمريكا الجنوبية من قبل الاتحاد الدولي لتاريخ وإحصاءات كرة القدم.
بالإضافة إلى كرة القدم للرجال، هناك أقسام رياضية أخرى نشطة في بنيارول مثل اتحاد الرجبي، وكرة الصالات، وكرة القدم النسائية، وألعاب القوى.

## البطولات المحلية
- الدوري المحلي :
حصل نادي بنيارول على بطولة الدوري الأورغوياني (52 مرة) ونال بطولة الدوري في أعوام:
1900 , 1901 , 1905 , 1907 , 1911 , 1918 , 1921 , 1928 , 1929 , 1932 , 1935 , 1936 , 1937 , 1938 , 1944 , 1945 , 1949 , 1951 , 1953 , 1954 , 1958 , 1959 , 1960 , 1961 , 1962 , 1964 , 1965 , 1967 , 1968 , 1973 , 1974 , 1975 , 1978 , 1979 , 1981 , 1982 , 1985 , 1986 , 1993 , 1994 , 1995 , 1996 , 1997 , 1999 , 2003 , 2009–10 , 2012–13 , 2015–16 , 2017, 2018، 2021، 2024.
نال وصافة الدوري (41 مرة) .
- السوبر المحلي :
مرتان (2) : 2018، 2022.

## كوبا ليبرتادوريس

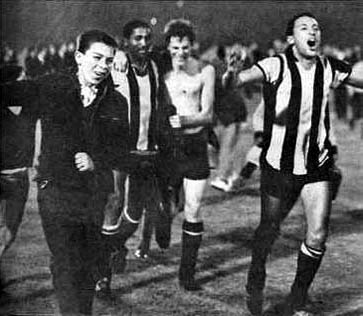
لاعبو بنيارول يحتفلون بالفوز ببطولة كوبا ليبرتادوريس عام 1966 بعد فوزهم على ريفر بليت الأرجنتيني 4-2 في النهائي

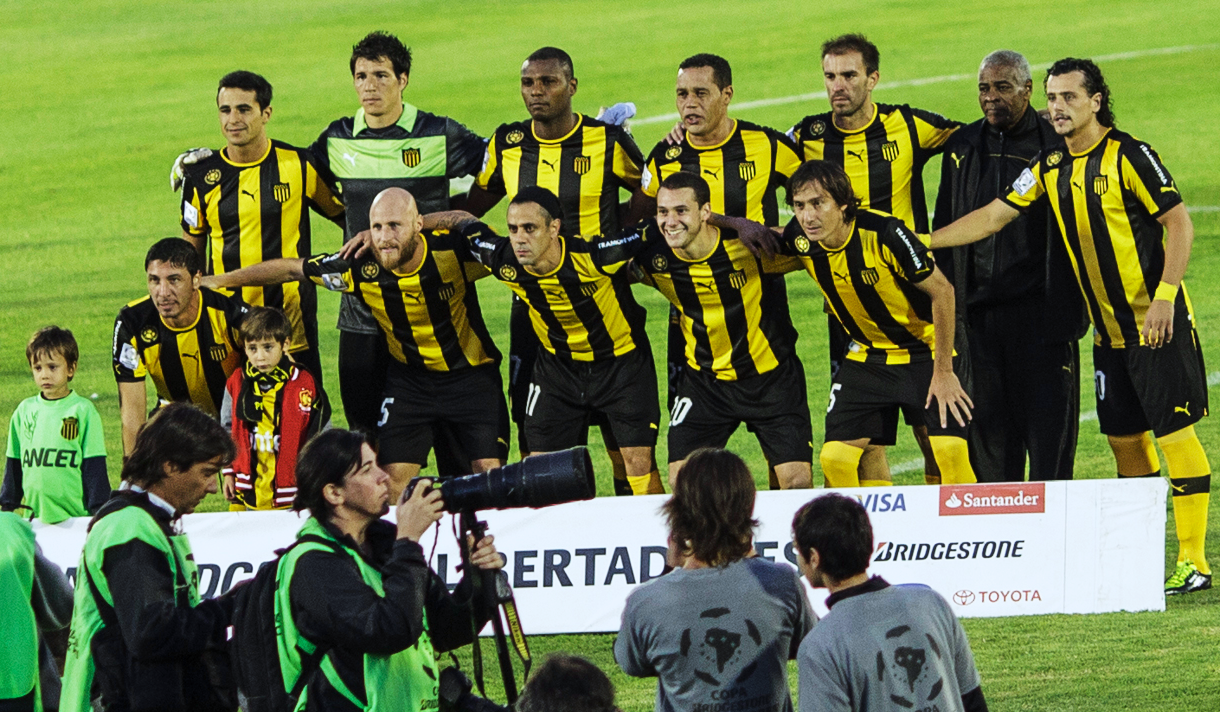
وقوف اللاعبين لالتقاط الصور قبل خوض المباراة أمام فيليز سارسفيلد ضمن منافسات كوبا ليبرتادوريس 2013

أحرز نادي بنيارول خمسة بطولات لكأس الليبرتادوريس أعوام :
1960 (أول بطولة تقام)، 1961، 1966، 1982، 1987.
كل هذه الإنجازات هي التي جعلت نادي بنيارول يتسيد فرق الأورغواي وينافس بشراسة أندية أمريكا الجنوبية التي لم تعد تحسب له أي حساب الآن بعد تراجع مستواه.

## نجوم الأورغواي الحاليون مروا من بنيارول

### وولتر باندياني
السندباد الأورغوياني الذي لف البلاد، وولتر باندياني يعد من نجوم كرة القدم، الأورغوياني بدأ مسيرته الكروية مع نادي بورجريسو النادي المغمور هنالك في الأورغواي وبعد ذلك في عام 1997 انتقل إلى نادي بينارول ليظهر للجميع وليخطفه نادي ديبرتيفو لاكرونيا الإسباني في عام 2000.

### بابلو غارسيا
النجم الأروغوياني الذي يعد من أخشن لاعبي العالم وأصلبهم فهو معروف بخشونته الكبيرة، بابلو غارسيا الذي مر مروراً شرفياً من نادي بينارول عام 1998 وأيضاً نادي بينارول هو الذي جعله مشهوراً فقد انتقل من نادي بنارول إلى نادي أتليتكو مدريد عام 1998 بابلو غارسيا الذي انتقل لأكثر من عشرة مرات مع الفرق التي لعب معها فقد كانت بدايته مع وانديريس ومن ثم إلى فرق إسبانيا والعودة إلى الديار والعودة إلى إسبانيا وجرب الاحتراف في إيطاليا مع ميلان الكبير.

### فابيان إيستيفانوف
النجم الأورغوياني الصغير الذي يبلغ من العمر 24 عاماً يعد من نجوم نادي بينارول فقد لعب معه عام 2003 وقد فاز معه ببطولة الدوري الأورغوياني وقد سجل مع بينارول ثلاثة أهداف في ذلك العام ومن ثم انتقل إلى نادي فينكس الأورغوياني الآخر وسجل معه تسعة أهداف.

### كارلوس دديغو
النجم الأورغوياني الذي بدأ مع نادي ريفر بلايت الأرجنتيني ومن ثم انتقل إلى نادي بينارول عام 2003 دييغو الظهير الأيمن المعروف بقوته ونشاطه وسرعته يعد أحد أفضل الأظهرة الذين مروا على الكرة الأورغويانية وقد سيجل دييغو هدفاً واحداً في العام الذي قضاه مع بينارول.

### فابيان كانوبيو
النجم الأورغوياني الذي بدأ مسيرته مع نادي بورجريسو الأورغوياني عام 1998 وفي عام 2000 انتقل إلى نادي بينارول ليقضي مع بينارول ثلاثة مواسم ومن ثم انتقل إلى فالنسيا الإسباني عام 2003، كانويبو يعد من أفضل اللاعبين الأورغويانيين وهو معروف بالسرعة الفائقة والقوة.

### كارلوس بوينو
نجم بينارول الآن يعد أحد أفضل لاعبي الكرة الاورغويانية بوينو النجم الذي تعول عليه جماهير بينارول لاستعادة أمجادها فهو يعد نجم بينارول وهداف هذا الفريق العريق فقد سجل بوينو أربعة وثلاثين هدفاً مع نادي بينارول في ثلاثة مواسم في الدوري الأورغوياني وهذا شيء رائع جداً نظراً للمباريات القليلة التي يلعبها ونظراً لقصر الدوري ففرق الدوري الأورغوياني عشرة فقط.